# Bobsleje na Zimowych Igrzyskach Olimpijskich 1952
Bobsleje na Zimowych Igrzyskach Olimpijskich 1952 odbyły się w dniach 14–22 lutego 1952 roku na torze Frognerseteren. Zawodnicy walczyli w dwójkach mężczyzn i czwórkach mężczyzn.

## Dwójki
Data: 14–15.02.1952
| M  | Drużyna             | Zawodnicy                          | I przejazd | II przejazd | III przejazd | IV przejazd | Czas łączny |
| -- | ------------------- | ---------------------------------- | ---------- | ----------- | ------------ | ----------- | ----------- |
| 1  | Niemcy 1            | Andreas Ostler Lorenz Nieberl      | 1.20.76    | 1.21.64     | 1.21.02      | 1.21.12     | 5.24.54     |
| 2  | Stany Zjednoczone 1 | Stanley Benham Patrick Martin      | 1.22.03    | 1.22.12     | 1.21.21      | 1.21.53     | 5.26.89     |
| 3  | Szwajcaria 1        | Fritz Feierabend Stephan Waser     | 1.22.13    | 1.22.46     | 1.21.67      | 1.21.45     | 5.27.71     |
| 4  | Szwajcaria 2        | Felix Endrich Werner Spring        | 1.22.14    | 1.22.32     | 1.22.50      | 1.22.19     | 5.29.15     |
| 5  | Francja 2           | André Robin Henri Rivière          | 1.23.22    | 1.23.06     | 1.22.85      | 1.22.85     | 5.31.98     |
| 6  | Belgia 1            | Marcel Leclef Albert Casteleyns    | 1.22.09    | 1.23.69     | 1.22.94      | 1.23.79     | 5.32.51     |
| 7  | Stany Zjednoczone 2 | Frederick Fortune John Helmer      | 1.23.46    | 1.24.48     | 1.23.15      | 1.22.73     | 5.33.82     |
| 8  | Szwecja 1           | Olle Axelsson Jan de Man Lapidoth  | 1.24.30    | 1.23.92     | 1.23.46      | 1.24.09     | 5.35.77     |
| 9  | Austria 1           | Karl Wagner Franz Eckhardt         | 1:24,16    | 1:24,54     | 1:24,00      | 1:24,34     | 5:37,04     |
| 10 | Włochy 2            | Alberto Della Beffa Dario Colombi  | 1:23,86    | 1:24,71     | 1:24,03      | 1:24,62     | 5:37,22     |
| 11 | Niemcy 2            | Theo Kitt Friedrich Kuhn           | 1:24,43    | 1:25,22     | 1:24,52      | 1:24,08     | 5:38,25     |
| 12 | Włochy 1            | Uberto Gillarduzzi Luigi Cavalieri | 1:23,86    | 1:25,26     | 1:24,80      | 1:24,44     | 5:38,36     |
| 13 | Norwegia 1          | Arne Holst Kåre Christiansen       | 1:24,52    | 1:24,77     | 1:24,24      | 1:24,88     | 5:38,41     |
| 14 | Norwegia 2          | Erik Tandberg Curt James Haydn     | 1:26,33    | 1:24,82     | 1:24,23      | 1:24,24     | 5:39,62     |
| 15 | Szwecja 2           | Kjell Holmström Nils Landgren      | 1:25,76    | 1:25,84     | 1:25,65      | 1:25,57     | 5:42,82     |
| 16 | Austria 2           | Heinz Hoppichler Wilfried Thurner  | 1:30,27    | 1:28,30     | 1:27,78      | 1:27,51     | 5:53,86     |
| 17 | Francja 1           | Robert Guillard Joseph Chatelus    | 1:29,68    | 1:28,84     | 1:28,71      | 1:28,08     | 5:55,31     |
| 18 | Belgia 1            | Charles De Sorgher André De Wulf   | 1:29,49    | 1:29,00     | 1:29,29      | 1:30,50     | 5:58,28     |

## Czwórki
Data: 21–21.02.1952
| M   | Drużyna             | Zawodnicy                                                           | I przejazd | II przejazd | III przejazd | IV przejazd | Czas łączny |
| --- | ------------------- | ------------------------------------------------------------------- | ---------- | ----------- | ------------ | ----------- | ----------- |
| 1   | Niemcy 1            | Andreas Ostler Friedrich Kuhn Lorenz Nieberl Franz Kemser           | 1.16.86    | 1.17.57     | 1.16.55      | 1.16.86     | 5.07.84     |
| 2   | Stany Zjednoczone 1 | Stanley Benham Patrick Martin Howard Crossett James Atkinson        | 1.17.44    | 1.17.78     | 1.16.72      | 1.18.54     | 5.10.48     |
| 3   | Szwajcaria 1        | Fritz Feierabend Albert Madörin André Filippini Stephan Waser       | 1.18.67    | 1.18.08     | 1.17.40      | 1.17.55     | 5.11.70     |
| 4   | Szwajcaria 2        | Felix Endrich Fritz Stöckli Franz Kapus Werner Spring               | 1.17.75    | 1.19.45     | 1.17.88      | 1.18.90     | 5.13.98     |
| 5   | Austria1            | Karl Wagner Franz Eckhart Hermann Palka Paul Aste                   | 1.19.34    | 1.18.91     | 1.18.27      | 1.18.22     | 5.14.74     |
| 6   | Szwecja 1           | Kjell Holmström Felix Fernström Nils Landgren Jan de Man Lapidoth   | 1.19.11    | 1.19.90     | 1.17.28      | 1.18.72     | 5.15.01     |
| 7   | Szwecja 2           | Gunnar Åhs Börje Ekedahl Lennart Sandin Gunnar Garpö                | 1.18.84    | 1.19.93     | 1.18.66      | 1.20.43     | 5.17.86     |
| 8   | Argentyna 1         | Carlos Tomasi Roberto Bordeu Carlos Sareisian Héctor Tomasi         | 1.20.15    | 1.19.81     | 1.19.35      | 1.19.54     | 5.18.85     |
| 9   | Stany Zjednoczone 2 | James Bickford Hubert Miller Maurice R. Severino Joseph Scott       | 1:19,13    | 1:19,97     | 1:19,49      | 1:21,09     | 5:19,68     |
| 10  | Włochy 1            | Alberto Della Beffa Sandro Rasini Dario Colombi Dario Poggi         | 1:20,02    | 1:21,39     | 1:18,86      | 1:19,65     | 5:19,92     |
| 11  | Francja 1           | André Robin Joseph Chatelus Louis Saint-Calbre Henri Rivière        | 1:18,90    | 1:19,91     | 1:19,18      | 1:22,75     | 5:20,74     |
| 12  | Norwegia 1          | Arne Holst Trygve Brudevold Curt James Haydn Kåre Christiansen      | 1:20,05    | 1:19,93     | 1:19,98      | 1:21,40     | 5:21,36     |
| 13  | Norwegia 2          | Reidar Alveberg Anders Hveem Arne Røgden Gunnar Thoresen            | 1:21,53    | 1:21,18     | 1:20,77      | 1:20,99     | 5:24,47     |
| 14  | Włochy 2            | Uberto Gillarduzzi Michele Alverà Vittorio Folonari Luigi Cavalieri | 1:21,23    | 1:21,35     | 1:21,64      | 1:21,76     | 5:25,98     |
| DNF | Austria 2           | Kurt Loserth Wilfried Thurner Franz Kneissl Heinz Hoppichler        | 1:19,51    | 1:20,25     | 1:20,44      | DNS         |             |